# Avdan, Soma
Avdan là một thị trấn thuộc huyện Soma, tỉnh Manisa, Thổ Nhĩ Kỳ. Dân số thời điểm năm 2011 là 2.432 người.